# 准噶尔大蒜芥
准噶尔大蒜芥（学名：Sisymbrium polymorphum var. soongaricum）为十字花科大蒜芥属下的一个变种。

## 扩展阅读
- 維基物種上的相關：准噶尔大蒜芥